# Busbahnhof 2 Melitopol
Der Busbahnhof 2 Melitopol (ukrainisch Автостанція № 2 Мелітополь – wörtlich: Autostation Nr. 2 Melitopol) ist ein Busbahnhof in der ukrainischen Stadt Melitopol, gelegen im Stadtzentrum. Ein zweigeschossiger Neubau ist angedacht, aber es gibt noch keinen Zeitplan dafür.

## Beschreibung
Der Busbahnhof 2 befindet sich in einem 1907, nahe der in den 1930er Jahren zerstörten Alexander-Newski-Kathedrale, als „дом для народных чтений“ (Haus für populäre Lektüre) erbauten Gebäude.
Der Anschluss an die Stadtbusse erfolgt über die nahe gelegene Bushaltestelle Соборная площадь (Domplatz) am gleichnamigen Platz (1969–2016: Площадь Революции – Platz der Revolution). Die meisten hier abfahrenden Linien verbinden Melitopol mit Orten der Rajons Wessele, Pryasowske, Melitopol und Jakymiwka.
Dieser Busbahnhof dient nur dem Regionalverkehr. Der Fernbusverkehr wird über Busbahnhof 1 Melitopol (Автостанція № 1) abgewickelt. Kleinbusse verbinden beide Busbahnhöfe.